# Sparkasse an Volme und Ruhr
Die Sparkasse an Volme und Ruhr ist eine öffentlich-rechtliche Sparkasse mit Sitz in Hagen in Nordrhein-Westfalen. Die Sparkasse entstand im Jahr 2022 aus der Fusion der Sparkasse HagenHerdecke und der Sparkasse Lüdenscheid. Träger der Sparkasse ist der Sparkassenzweckverband der Städte Hagen, Halver, Herdecke und Lüdenscheid sowie der Gemeinden Herscheid und Schalksmühle.

## Unternehmen

### Organisationsstruktur
Als Anstalt des öffentlichen Rechts unterliegt die Sparkasse dem Sparkassengesetz NRW. Die zuständige Aufsichtsbehörde ist die Bundesanstalt für Finanzdienstleistungsaufsicht (BaFin) in Bonn. Die Sparkasse ist Mitglied des deutschen Sparkassen- und Giroverbandes. Die Organe der Sparkasse sind der Vorstand, der Verwaltungsrat und der Kreditausschuss. Rechtsgrundlagen sind das Sparkassengesetz des Landes Nordrhein-Westfalen und die durch den Verwaltungsrat der Sparkasse erlassene Satzung. Die Aktivitäten der Sparkasse gliedern sich in den Privat- und Firmenkundenbereich. Zusätzlich zum klassischen Bankengeschäft betreibt die Sparkasse eine Versicherungsagentur sowie ein Immobilienzentrum.

### Geschäftsausrichtung
Die Sparkasse betreibt als Sparkasse das Universalbankgeschäft. Im Verbundgeschäft arbeitet das Kreditinstitut hauptsächlich mit der Westdeutschen Landesbausparkasse (LBS), der DekaBank, Deutsche Leasing AG, S-Kreditpartner GmbH und der Westfälischen Provinzial Versicherung zusammen.

### Geschäftszahlen
Die Sparkasse an Volme und Ruhr wies im Geschäftsjahr 2024 eine Bilanzsumme von 5,954 Mrd. Euro aus und verfügte über Kundeneinlagen von 4,542 Mrd. Euro. Gemäß der Sparkassenrangliste 2024 liegt sie nach Bilanzsumme auf Rang 72. Sie unterhält 33 Filialen/Selbstbedienungsstandorte und beschäftigt 770 Mitarbeiter.

### Gesellschaftliches Engagement
Durch die Sparkassenstiftung für Hagen und andere Projekte engagiert sich das Unternehmen in seinem Tätigkeitsbereich. Diese fördert seit ihrer Gründung 1999 nachhaltige, gemeinnützige Projekte wie moderne Computerausstattung der Schulen, Förderung des Jugendsports, Unterstützung integrativer Einrichtungen und kultureller Projekte. Bis Ende 2016 hat die Stiftung die verschiedenen gemeinnützigen Projekte mit über 1,3 Millionen Euro unterstützt.

## Geschichte
Das Unternehmen begann seinen Geschäftsbetrieb am 1. Oktober 1841. 1912 wurde das erste Hauptstellengebäude in Hagen errichtet. Seit 1916 ist die Sparkasse Hagen Mitglied des zentralen Giro-Verbandes und bietet bargeldlosen Zahlungsverkehr an. Nach dem Zweiten Weltkrieg zog das Unternehmen 1952 in das ehemalige Stadthaus 1 um, an dem sich der Sitz seitdem befindet. 1968 wurde der erste Geldautomat in Betrieb genommen. Anfang des 21. Jahrhunderts wurden die bisherigen Gebäude, inklusive des 1972 bis 1975 errichteten Hochhauses Langer Oskar ab 2004 abgerissen und 2006 ein neues Gebäude errichtet, welches 2007 die Auszeichnung „Geschäftsstelle des Jahres“ erhielt. Die Sparkasse Hagen und die Stadtsparkasse Herdecke fusionierten per 31. August 2016 zur Sparkasse HagenHerdecke.

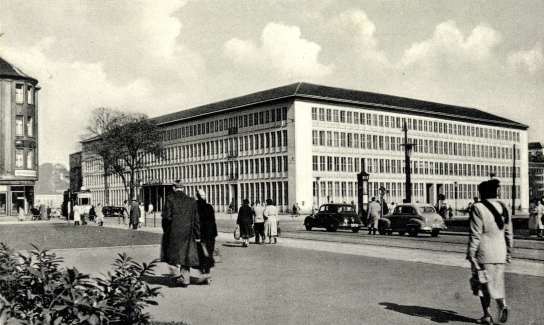
Das Stadthaus 1 nach der Fertigstellung 1952

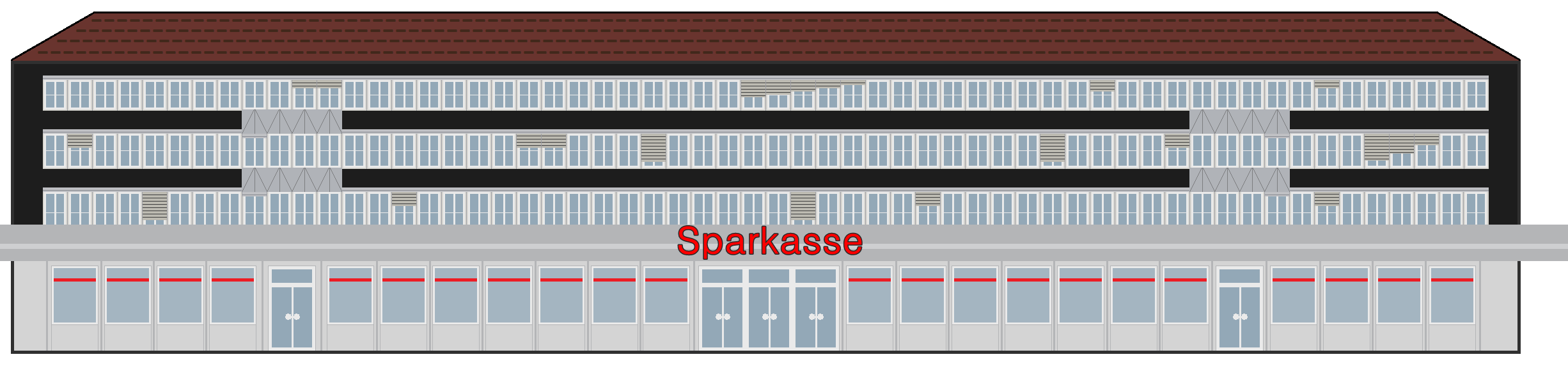
Zeichnung der Hauptseite des ehemaligen Stadthauses 1

## Gebäude
Das Stadthaus 1 beherbergte mehrere Ämter in Hagen, wie Gesundheitsamt, Sozialamt, Jugendamt etc. Außerdem war dort die alte Sparkassenzentrale sowie die Stadtbücherei beheimatet. Dieses Gebäude wurde 1951 erbaut, Eigentümer war die Sparkasse Hagen. Die offizielle Adresse der Sparkasse: Körnerstraße 22.
Aufgrund der Ausweitung der Sparkasse wurde ab Sommer 1972 das Hochhaus Langer Oskar gebaut und im November 1975 fertiggestellt. Das Stadthaus selbst blieb bis zum Abriss außer ein paar Sanierungen in den 1970er und 1980er Jahren im Grundsatz unberührt.
Anfang 2002 wurde der Abriss des Komplexes beschlossen und das neue Modell Sparkassen-Karree vorgestellt. Das sanierungsbedürftige Sparkassen-Hochhaus Langer Oskar wurde am 7. März 2004 gesprengt, was auch überregional für Aufmerksamkeit sorgte.
Außer dem Stadthaus 1 und dem Hochhaus Langer Oskar gab es angrenzend zwei weitere, weiß gestrichene Gebäude. Die Adressen dieser Gebäude lauteten: Grashofstr. 47 und Körnerstr. 34.

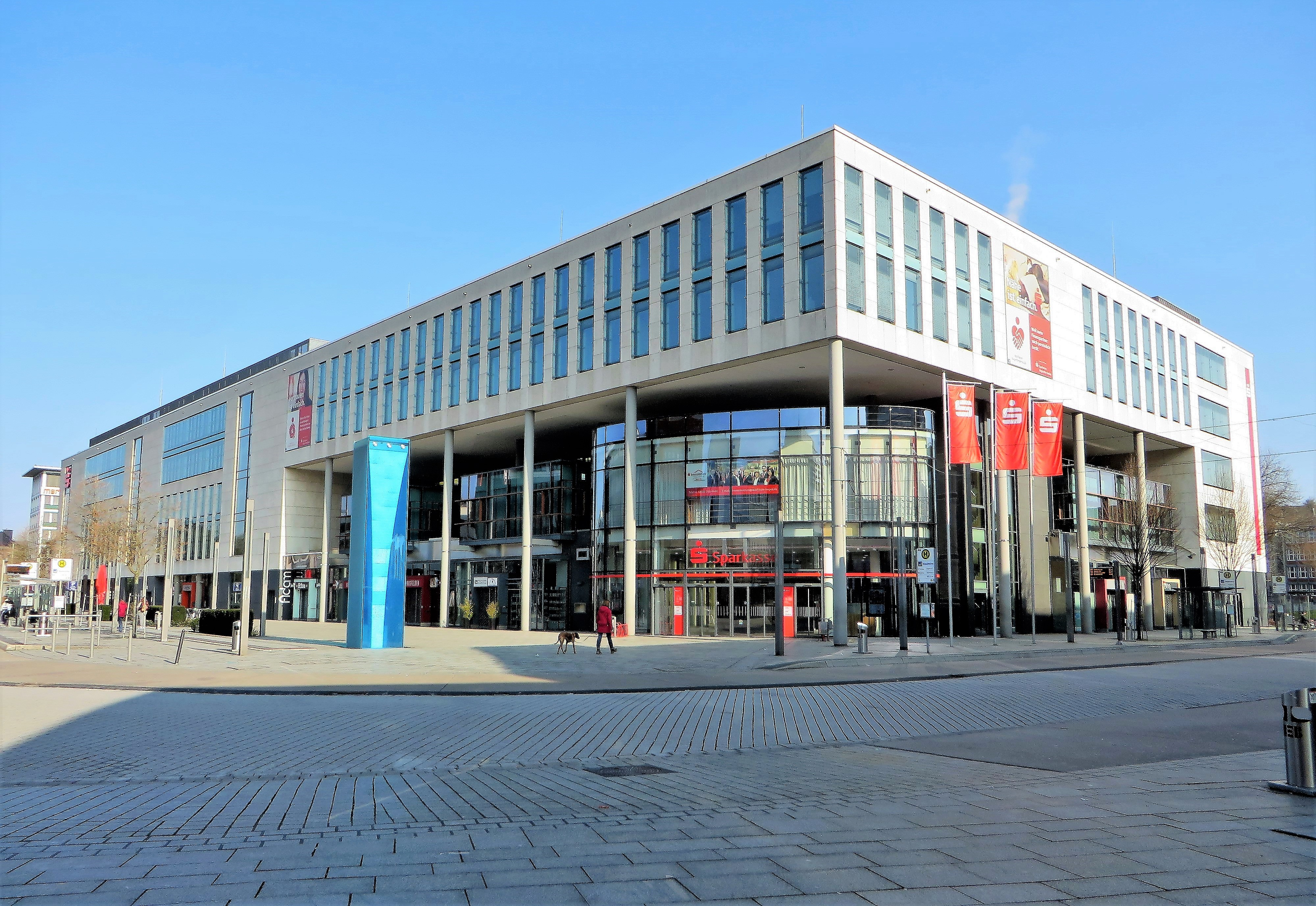
Sparkassen-Karree (seit 2006)

Im Juli 2004 begannen die Bauarbeiten zum Sparkassen-Karree, das im Juni 2006 eröffnet wurde. Neben der Sparkassen-Hauptstelle umfasst das Karree auch Restaurants und Geschäfte.

## Rechtsstreit
Die Sparkasse Hagen Herdecke (Sparkasse an Volme und Ruhr) ist aktuell in einen Rechtsstreit verwickelt, bei dem es um die Enteignung eines Kontoguthabens während der NS-Zeit in den 1930er-Jahren geht. Die Sparkasse Hagen Herdecke (Sparkasse an Volme und Ruhr) beruft sich unter anderem auf die Verjährung und bestreitet einen Entschädigungsanspruch gegenüber dem Nachkommen des jüdischen Kontoinhabers. Der Rechtsstreit hat ein großes Medienecho erfahren, es wurde dazu unter anderem ein Artikel in der Bild am Sonntag vom 9. Februar 2025 veröffentlicht.
Die Berufungsverhandlung am Oberlandesgericht Hamm fand am 26. März 2025 statt. Das Oberlandesgericht hat mit Urteil vom 7. Mai 2025 die Berufung des Nachkommen des jüdischen Kontoinhabers als Kläger abgelehnt, die Einrede der Verjährung der Sparkasse bestätigt und die Revision nicht zugelassen, mit der Begründung, es läge weder eine Enteignung noch eine grundsätzliche Rechtsfrage vor. Dagegen hat der Kläger eine Nichtzulassungsbeschwerde beim Bundesgerichtshof für eine Zulassung der Revision eingereicht. Zudem wurde eine Restitutionsklage beim Oberlandesgericht Hamm eingegeben, weil nach dem Urteil neue Dokumente aufgetaucht sind, welche gemäß der Webseite www.simson-cohen.de belegen können, dass die Sparkasse im Jahr 1963 auch den Bestand des Kontos des Urgroßvaters des Klägers, Simson Cohen, bestritten und damit wahrheitswidrige Angaben gemacht hat. Der Kläger erachtet die Einrede der Verjährung der Sparkasse als treu- und rechtswidrig.

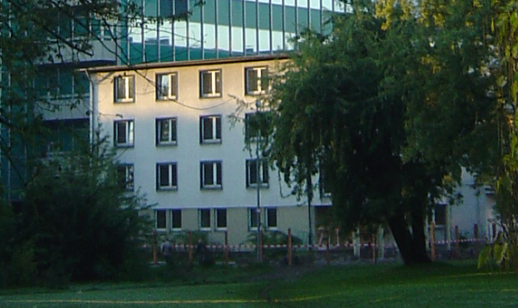
Grashofstr. 47 (Altes Rechtsamt)
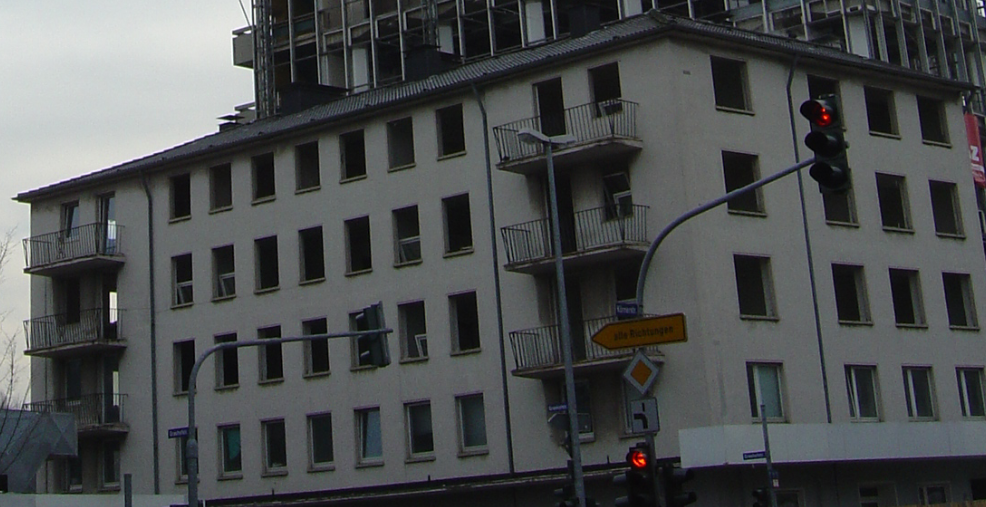
Körnerstr. 34 (Alter Sparkassen-Immobiliendienst und Stadtkasse)